# Bolgár Wikipédia
A bolgár Wikipédia (bolgár nyelven Уикипедия) a Wikipédia projekt bolgár nyelvű változata, egy szabadon szerkeszthető internetes enciklopédia. A 2003 decemberében indult wiki 2018-ra már több, mint 240 000 szócikket tartalmaz, ezzel a harmincharmadik helyet foglalja el a wikipédiák rangsorában.

## Mérföldkövek
- 2003. december 6. - Elindul a bolgár wikipédia.
- 2005. november 24. - Elkészül a 20 000. szócikk.
- Jelenlegi szócikkek száma: 261 789 (2020. május 1.)